# إضافة رائحة
إضافة الرائحة هي عملية تهدف إلى إضافة مركب ذي رائحة إلى وسط، غالباً إلى الغازات عديمة الرائحة القابلة للاشتعال بهدف التنبيه إلى مخاطر محتملة.
من أشهر الأمثلة إضافة مركبات كبريت عضوية مثل الثيولات إلى الغاز الطبيعي؛ للكشف الفوري عن التسريبات. خاصة أن عتبة كشف الرائحة لهذه المركبات متدن ٍ. يمكن أن يكون حقن الغاز بمركب متطاير في الحالة السائلة. بأسلوب مشابه يضاف مركب إيثانثيول بالقرب من مراوح التهوية في المناجم للتنبيه عند حدوث تسرب غازي.
في مثالٍ آخر تضاف مركبات مثل ساليسيلات الميثيل إلى مطافئ الحريق العاملة بغاز ثنائي أكسيد الكربون.